# İhlas Yayın Holding
İhlas Yayın Holding (Medien-Holding İhlas) ist ein türkisches Medienunternehmen mit Sitz in Istanbul.

## Geschichte
Die Mediengruppe ist aus der Tageszeitung Türkiye hervorgegangen, die 1972 vom Unternehmer Enver Ören (1936–2013) gegründet wurde und Ende der 1980er-Jahre zu einer der auflagenstärksten Zeitungen der Türkei avancierte. 1993 wurden Örens verschiedene Firmen unter dem Dach der İhlas Holding zusammengefasst. Im Jahr 2003 wurde die Mediensparte in der İhlas Yayın Holding organisiert.
Die Türkiye verfolgt seit ihrer Gründung eine konservativ-islamische Linie; heute gelten die İhlas-Medien als der Partei für Gerechtigkeit und Aufschwung (AKP) und Staatspräsident Recep Tayyip Erdoğan nahestehend.

## Eigentumsverhältnisse
Die İhlas Holding hält 49,71 Prozent der Anteile an der Aktiengesellschaft. Ahmet Mücahid Ören, Vorstandsvorsitzender und Sohn des Firmengründers, hält 1,85 Prozent, seine Ehefrau Ayşe Dilvin Ören 0,25 Prozent. 48,19 Prozent befinden sich in Streubesitz. Der Mutterkonzern ist heute außerhalb der Medienbranche in den Bereichen Bauwirtschaft, Immobilien und Energie tätig.

## Medien
Zur İhlas Yayın Holding gehören neben der Tageszeitung Türkiye die Nachrichtenagentur İhlas, die englischsprachige monatliche Wirtschaftszeitung Made in Turkey, der Nachrichtensehsender TGRT Haber, der in Europa ausgestrahlte Sender TGRT-EU, der Dokumentationskanal TGRT Belgesel, der Radiosender TGRT FM, mehrere Magazine sowie weitere Firmen, darunter eine Film- und Fernsehproduktion. Der 1993 gegründete Sender TGRT wurde im Jahr 2006 an die News Corporation von Rupert Murdoch verkauft und im folgenden Jahr in FOX Türkiye umbenannt.

### AnzeigenblattPost Aktüel
Ein Tochterunternehmen der İhlas Yayın Holding ist die Goldfeld GmbH mit Sitz in Mörfelden-Walldorf, die das kostenlose Anzeigenblatt Post Aktüel herausgibt. Post Aktüel erscheint monatlich mit speziellen Ausgaben für Österreich, die Schweiz, die Benelux-Länder sowie sieben Regionalausgaben für Deutschland (Baden-Württemberg, Bayern, Berlin, Rhein-Main, Rheinland, Ruhrgebiet und Norddeutschland). Nach eigenen Angaben wird das Blatt an „200.000 türkischsprachige Haushalte in Europa zugestellt“.

## Trivia
„İhlas“ (in der deutschen Schreibung des arabischen Wortes: „Ichlās“) stammt aus dem Arabischen und bedeutet ‚Ergebenheit‘, ‚Treue‘, ‚Aufrichtigkeit‘, ‚Loyalität‘ und ist namensgebend für die 112. Sure des Korans. In der islamischen Theologie ist damit „die religiöse Haltung derer“ gemeint, die ihren Glauben „ganz auf Gott einstellen“.